# 哥斯達黎加地理

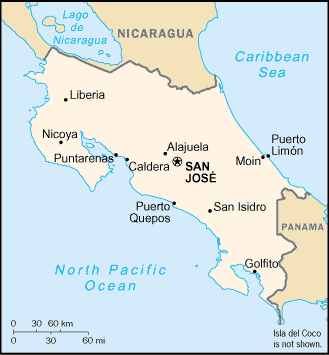
哥斯達黎加政治地圖

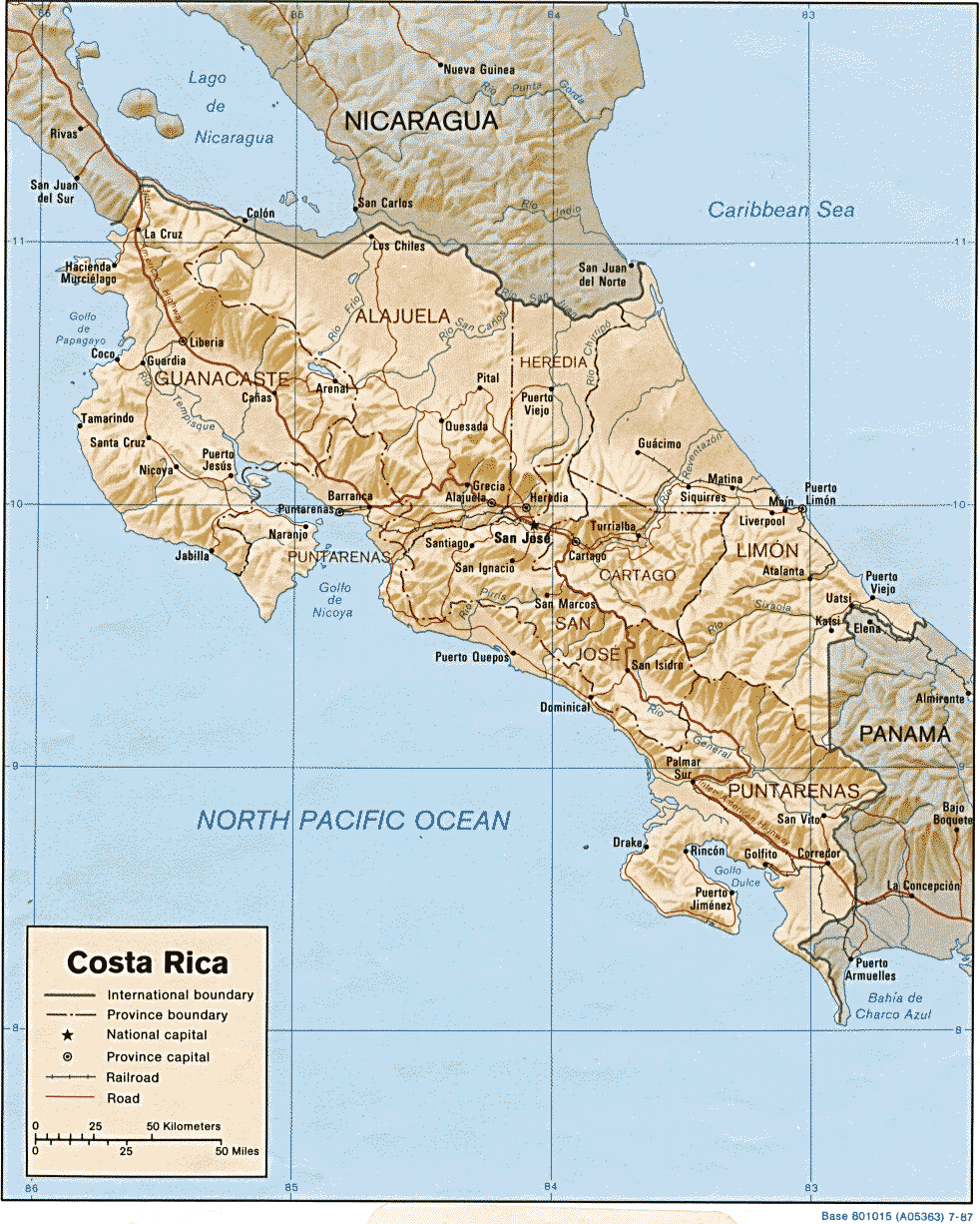
哥斯達黎加陰影地形圖

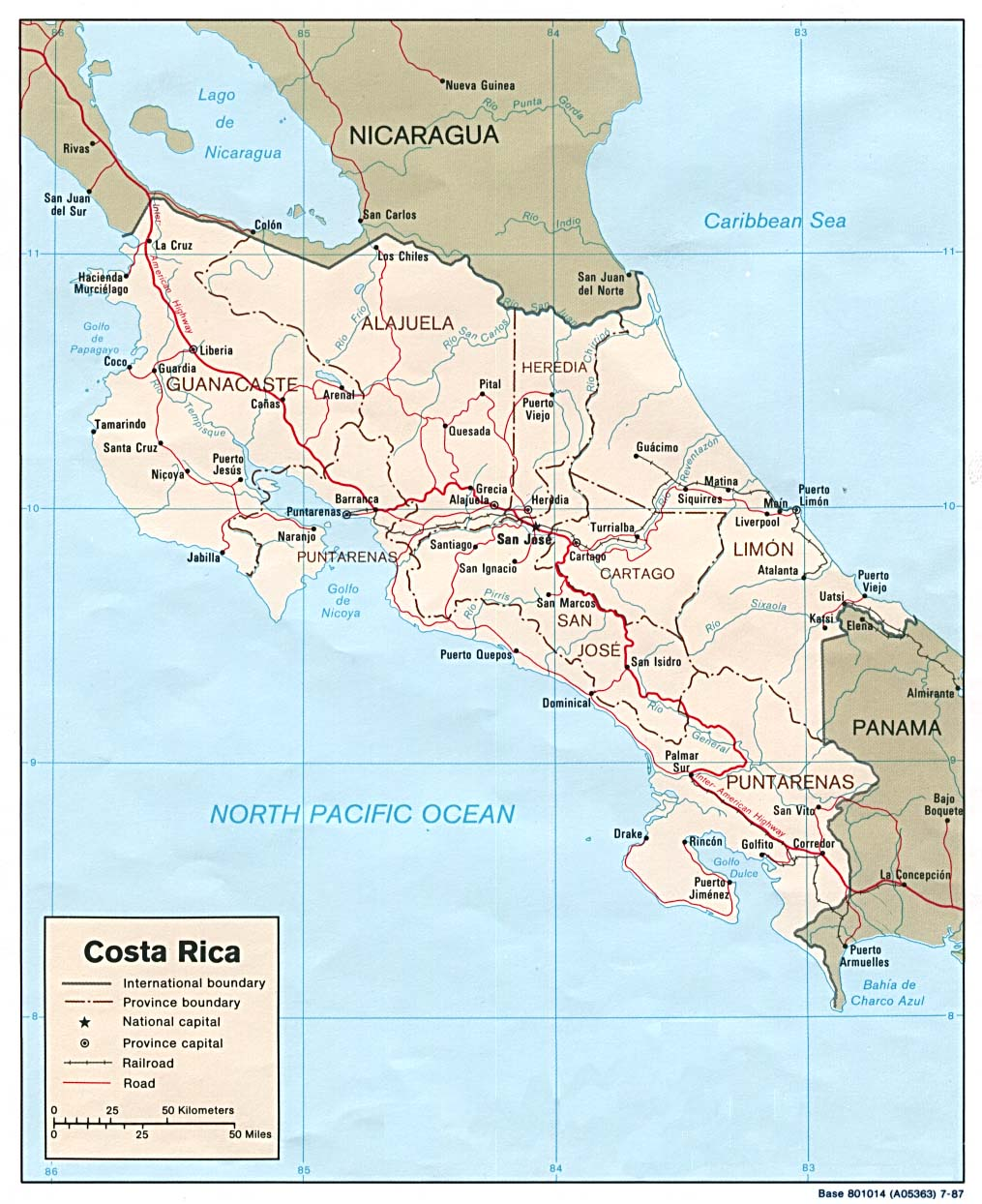
哥斯達黎加地圖

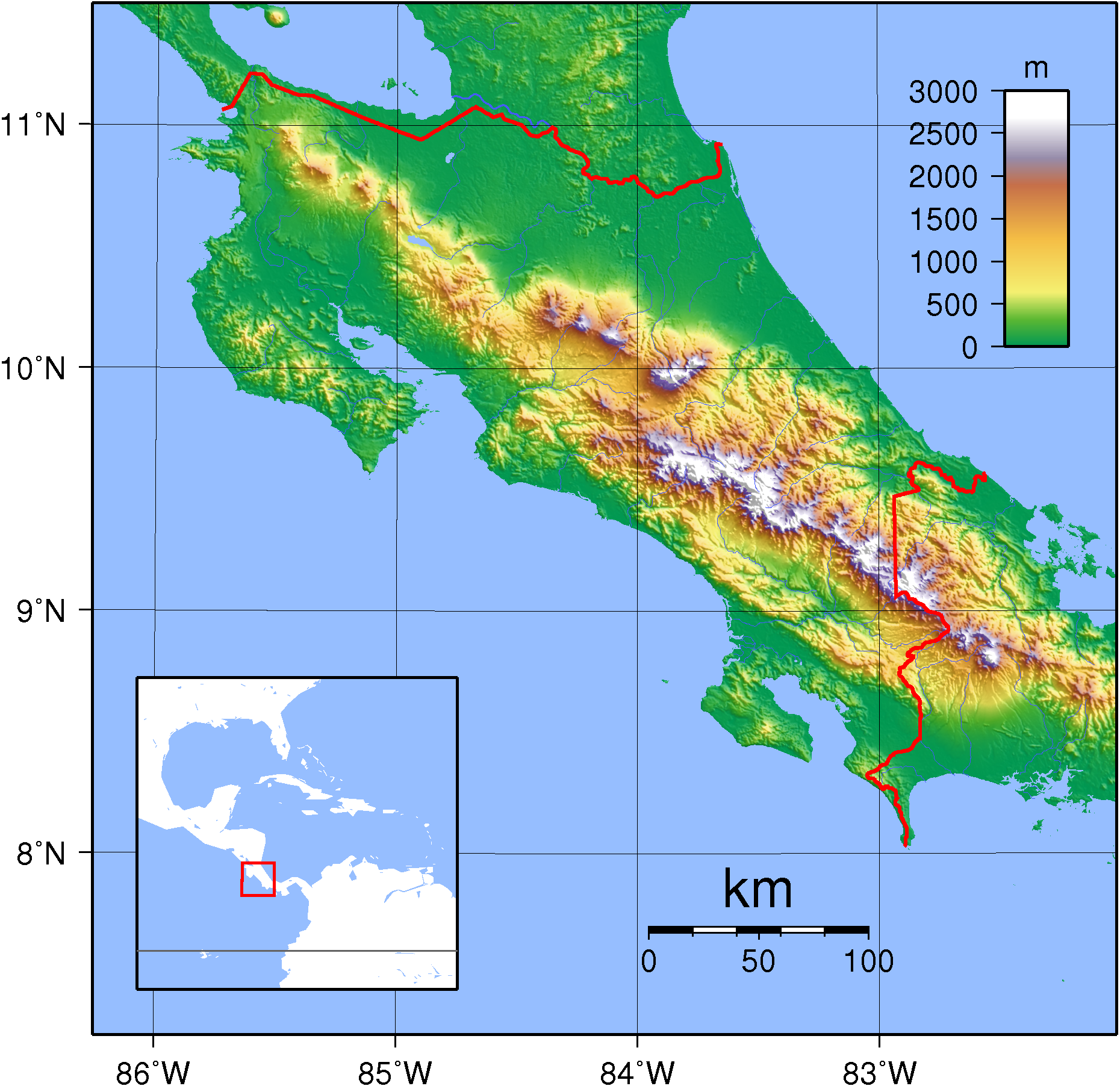
哥斯達黎加地形圖

哥斯達黎加位於中美洲地峽，在東部臨加勒比海，西部臨大西洋。哥斯達黎加北部臨尼加拉瓜，南部臨巴拿馬。國土面積51,100平方公里，其中50,660平方公里是土地，440平方公里是水域。哥斯達黎加大多數地區都屬熱帶氣候區。哥斯達黎加也是世界生物多樣性熱點地區。據INBio的數據，世界上4.5%的生物多樣性可在哥斯達黎加找到。哥斯達黎加有12,119種植物，其中950種是哥斯達黎加特有。